# 구알도타디노
구알도타디노(이탈리아어: Gualdo Tadino)는 이탈리아 움브리아주 페루자도에 위치한 코무네이다. 페루자로부터 북동쪽 47km, 구비오로부터 남동쪽 30km 거리에 있다.

## 역사
오랜 역사를 지닌 구알도는 본래 타르시나(Tarsina)라고 알려진 움브리아인들의 마을이었다. 기원전 226년에 로마인들에게 정복당하고 타디눔(Tadinum)이라고 개명되었으며, 플라미니아 가도의 스테이션이었다. 기원전 217년에 한니발이 이끄는 군대에게 파괴되었다. 이와 동일한 이곳의 피해는 기원전 47년에 율리우스 카이사르와 410년에 알라리크 1세의 서고트족에 의해 또 다시 발생했다.